# Ellen La Motte

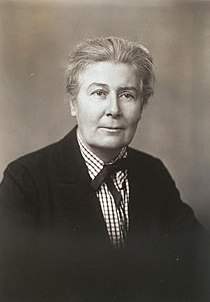
Ellen La Motte omstreeks 1912

Ellen Newbold La Motte (Louisville (Kentucky), 27 november 1873 – 2 maart 1961) was een Amerikaanse verpleegster, journaliste en auteur van boeken.
Aanvankelijk was La Motte verpleegster in een ziekenhuis in Baltimore, waar vooral tuberculosepatiënten werden verzorgd. In 1915 vertrok ze - tijdens de Eerste Wereldoorlog - als vrijwillige verpleegster naar het front in Europa. Ze werkte in België en noteerde er haar bevindingen in een dagboek, wat de basis werd van haar eerste uitgave. Later reisde ze door Azië en beschreef er haar opgedane bevindingen in meerdere werken. Veelal handelden die over het gebruik opium en de gevolgen ervan.
In 1916 schreef zij The Backwash of War, over de gruwelen aan het front. De weinig heroïsche verhalen werden niet op applaus ontvangen, omwille van het negatief beeld en de mogelijke impact bij de achtergebleven familieleden in de VS. Het boek kon pas in 1934 verschijnen, nadat het eerder verboden werd. In 2009 werd het door de Vlaamse schrijver Erwin Mortier vertaald in het Nederlands onder de titel Het kielzog van de oorlog.

## Onderscheidingen
- Orde van Verdienste van het Japanse Rode Kruis
- Lin Tse Hsu Memorial Medal (China)